# Coupe de France de robotique
La Coupe de France de robotique (ancienne Coupe E=M6 de robotique) est un concours coorganisé depuis 2016 par l'association Planète Sciences et la société d'économie mixte Oryon.

## Origines
La Coupe de Robotique fut créée en 1994 en partenariat avec la société VM Productions (producteur jusqu'en 2005 de l'émission E=M6) et l'association Planète Sciences. L'idée venait de Nicolas Goldzahl (alors président de VM Productions) qui s'inspira d'un cours de créativité du professeur Woodie Flowers du MIT (Massachusetts Institute of Technology). Ce cours - appelé le "2.007"- dispensé à une cinquantaine d'étudiants, consistait à participer à une compétition où il fallait construire des robots télécommandés qui concouraient deux par deux avec un règlement différent chaque année, le but étant de développer la créativité des étudiants.
Nicolas Goldzahl, décida d'adapter l'idée en France, en deux catégories distinctes : une avec des robots télécommandés pour les collégiens et lycéens (Coupe de France de Robotique Junior - anciennement "Trophées de robotique"), l'autre avec des robots autonomes pour les universités et écoles d'ingénieurs (Coupe de robotique). La rencontre avec l'association Planète Sciences permit de passer de l'idée à la réalisation. Planète Science souhaitait à cette époque développer son activité robotique et Nicolas Goldzahl proposa de diffuser l'évènement dans l'émission E=M6 qu'il coproduisait avec Mac Lesggy (la coupe s'appela E=M6 lors des premières éditions). La première année, la coupe eut lieu à l'École centrale Paris et il n'y eut qu'une quinzaine d'équipes participantes mais la médiatisation et le réseau de Planète Sciences contribuèrent à son développement et ce nombre dépassa rapidement la centaine d'équipes venant de toute la France.
La Coupe de France de Robotique a lieu tous les ans et s'inscrivait, jusqu'en 2014, dans le cadre du festival ARTEC. En 2015, à la suite de la suspension de l'organisation du festival ARTEC par la ville de la Ferté-Bernard, la Coupe de France de robotique a fait appel à un financement participatif. En 2016 la compétition a trouvé une nouvelle terre d'accueil en Vendée : La Roche-sur-Yon.

## Description
Il s'agit d'un défi ludique, scientifique et technique où se rencontrent des robots autonomes réalisés par des équipes (de passionnés ou ayant des projets éducatifs vers les jeunes). Les robots des différentes équipes s'opposent dans de véritables matchs technologiques pendant 90 secondes. Les règles du jeu varient chaque année, ce qui impose la construction de nouveaux robots. Toutefois, il existe des constantes : chaque robot doit être complètement autonome (il doit disposer de ses propres sources d'énergie, actionneurs, capteurs et intelligence), et toutes les commandes à distance et interventions extérieures sont interdites pendant les matchs. Des contraintes de gabarit ajoutent à la difficulté technique.
La Coupe de robotique regroupe près de 200 équipes constituées de clubs d'amateurs, d'écoles d'ingénieurs, d'IUT, d'universités, de quelques lycées ou de toute autre structure voulant participer à ce concours.
Chaque année, le règlement de jeu est mis en ligne au cours du mois de septembre. La rencontre a lieu la semaine de l'Ascension de l'année suivante.
Depuis 2016, la coupe de France est coorganisée par :
- L'association Planète Sciences (ex-ANSTJ)
- La société d'économie mixte Oryon.

Elle a été longtemps organisée et financée par la société de production VM Productions, d'où sa diffusion dans l'émission E=M6 avec Mac Lesggy sur M6 de 1994 à 2006.

## Déroulement du concours
Le concours est divisé en trois phases principales :
- L'homologation, qui consiste en l'examen en détail des robots et de ses capacités afin de s'assurer qu'il respecte les règles, et notamment les normes de sécurité du public, du staff encadrant et des autres robots.
- Les matchs de qualification qui classent tous les participants et déterminent les finalistes (16 premiers des phases qualificatives).
- Les phases finales qui se font s'affronter les robots afin de départager les 16 meilleures équipes françaises.

Les matchs se déroulent dans une ambiance bon enfant. Les mascottes de chaque équipe ponctuent les matches et animent la transition entre les matchs. Le public peut assister gratuitement à tous les matchs, poser des questions aux équipes et découvrir de plus près les capacités des machines. Certaines équipes proposent des cours de soudure ou encore distribuent des bonbons et autres cadeaux aux visiteurs.

## Extension européenne
À partir de 1998 la Coupe de France s'est étendue à de nombreux pays d'Europe, puis du monde, dans le cadre d'Eurobot.
En 2005, la rencontre européenne Eurobot regroupait près de 20 pays. En 2006, 26 pays étaient représentés par 60 équipes lors de la finale qui a eu lieu en Italie, à Catane. En 2011, 41 équipes de 19 pays (Algérie, Allemagne, Autriche, Belgique, Espagne, France, Hongrie, Italie, Malaisie, Mexique, Pologne, République tchèque, Roumanie, Royaume-Uni, Russie, Serbie, Slovénie, Suisse, Tunisie) ont participé à la finale Eurobot à Astrakhan en Russie.
Les deux premières équipes françaises de la coupe de France de robotique et une équipe ayant reçu un prix spécial sont désignées pour représenter la France au concours Eurobot.

## Historique

### Édition 2025 - The Show Must Go On
Lieu de la compétition : La Roche-sur-Yon (Vendée)
Il s'agit de la trente-deuxième édition de la compétition.
Date: 28 au 31 mai 2024
Thème:
Cette année, les robots veulent faire encore plus de concours, plus de matchs pour plus de fun, mais cela a un coût. Et, afin collecter les fonds nécessaires, de grands concerts de charité sont prévus : le Robot-Rock-Tour ! Mais faire un spectacle demande beaucoup de travail, et c’est pourquoi les robots mettent les bouchées doubles pour finir les préparations le plus vite possible afin que le spectacle puisse avoir lieu en temps et en heure. The show must go on !
Classement 2025 (séniors)
| 1er                      | VRAC |
| 2e                       | RCVA |
| 3e                       | ESEO - Angers                                                                                           |
| 4e                       | Club Tech RED                                                                                           |
| 5èmes (quarts de finale) | CRAC1, SUDRIABOTIK, 7Robot, TeamDiff                                                                    |
| 9èmes (8èmes de finale)  | Zest Machine, Club Tech CentraleSupélec, Kameleon, Lucid, Enac Robotique, Ze Crazy Team, Evolutek, ARIG |

Classement 2025 (légendes)
| 1er | MiAM Robotique |
| 2e  | Les Karibous   |
| 3e  | Coffe Machine  |
| 4e  | COGIP          |

### Édition 2024 - Farming Mars
Lieu de la compétition : La Roche-sur-Yon (Vendée)
Il s'agit de la trente-et-unième édition de la compétition.
Date: 08 au 11 mai 2024
Thème:
L’espace, frontière de l’infini vers laquelle voyage notre vaisseau spatial, notre première étape est : Mars. Mais
si on arrive à l’heure du déjeuner, comment allons-nous faire pour nous sustenter ? Après tout, les gâteaux de
mémère Monique ont tous été mangés l’an passé !
C’est pourquoi nos robots ont une mission très importante pour la bonne réussite de notre voyage : préparer le
terrain et faire des réserves de nourriture ! Ou plus exactement, faire en sorte que la serre autonome déjà mis
en place survive assez longtemps pour que nos astronautes puissent récolter des fruits et légumes, et ainsi
survivre et continuer leur long voyage !
Classement 2024 (séniors)
| 1er                      | ESEO - ANGERS                                                                                        |
| 2e                       | ARIG                                                                                                 |
| 3e                       | VRAC                                                                                                 |
| 4e                       | 7Robot                                                                                               |
| 5èmes (quarts de finale) | RCVA, École Iféa, Evolutek, Ze Crazy Team Sr                                                         |
| 9èmes (8èmes de finale)  | Unimakers, Eceborg, INTech - Télécom SudParis, Nickel, Lucid, Robotronik Phelma, Modelec, RIR Family |

Classement 2024 (légendes)
| 1er                 | TDS-Team 72                  |
| 2e                  | MIAM Robotics                |
| 3èmes (demi-finale) | AZbot, Ares (Šikula Robotik) |

### Édition 2023 - The Cherry on the cake
Lieu de la compétition : La Roche-sur-Yon (Vendée)
Il s'agit de la trentième édition de la compétition.
Date: 17 au 20 mai 2023
Thème:
Pour l'anniversaire de la compétition, les robots devaient assembler des gâteaux et ramasser des cerises. Un gâteau complet est composé de 3 couche différentes surmontée d'une cerise. les cerises pouvait aussi être délivrées dans un panier à cerise.
Classement 2023 (séniors)
| 1er                      | RCVA                                                                            |
| 2e                       | VRAC                                                                            |
| 3e                       | TACTINSA                                                                        |
| 4e                       | Sudriabotik                                                                     |
| 5èmes (quarts de finale) | CFAInsta CreamBot, ENAC Robotique, ENSIM'Elec, Evolutek                         |
| 9èmes (8èmes de finale)  | 7Robot, BroBOT, ENSIL-ENSCI Robotak, Jeroboam, Pokibot, RIR Family,SiERA, GNØLË |

Classement 2023 (légendes)
Introduite lors de cette édition 2023, une finale des légendes a été organisée. Elle voit s'affronter les équipes de la catégorie légendes ayant obtenu le plus de points lors des séries. Il s'agit d'équipes composées d'anciens participants justifiant d'une démarche de médiation scientifique en direction du jeune public.
Il y a eu deux demi-finales et une finale disputée en un match unique. Un match du vainqueur contre le vainqueur de la coupe sénior a également été organisé, dénommé super-finale, remporté par RCVA.
| 1er                 | Mécapitronic                   |
| 2e                  | Amarelle (Šikula Robotik)      |
| 3èmes (demi-finale) | Poivron Robotique, TDS-Team 72 |

### Édition 2022 - Age of Bots
Lieu de la compétition : La Roche-sur-Yon (Vendée)
Le thème de cette édition 2022 est : Age Of Bots.
Date : 25 mai au 28 mai 2022
Classement 2022
| 1er                      | ESEO - Angers |
| 2e                       | RCVA |
| 3e                       | ARIG |
| 4e                       | VRAC |
| 5èmes (quarts de finale) | The Rusty Ducks, Evolutek, MiAM Robotique, Supaero Robotik Club                                                                              |
| 9èmes (8èmes de finale)  | CFAInsta CreamBot, Robot Club Toulon, Sudriabotik, ESEO Equipe Espoir - Angers, Sudriabotik, E.S.C.R.O.C.S, 7Robot, RIR Robotech, TDS-Team72 |

### Édition 2021 - Sail the World
Lieu de la compétition : La Roche-sur-Yon (Vendée)
Date : 7 juillet au 10 juillet 2021
En raison des événements liés à la covid-19, le thème a été repris de l'édition précédente pour la première fois de son histoire.
| 1er                      | A.I.G.R.I.S.                                                                          |
| 2e                       | ESEO - ANGERS                                                                         |
| 3e                       | Robot Club Toulon (RCT)                                                               |
| 4e                       | ARIG                                                                                  |
| 5èmes (quarts de finale) | RCVA, ESEO Equipe Espoir - ANGERS, Evolutek, Trognon & co                             |
| 9èmes (8èmes de finale)  | Sudriabotik, Les Karibous, VRAC, Mécatrobot, CRAC IUT DE CACHAN, CFAInstaBot, Eceborg |

### Édition 2020 - Sail the World
Lieu de la compétition : La Roche-sur-Yon (Vendée)
Date : 29 octobre 2020
Le thème de cette édition 2020 est : Sail the World. Les actions de jeu sont de créer un chenal avec des bouées, relever des manches à air, allumer le phare, arriver à bon port, hisser des pavillons.
Initialement prévue du 20 au 23 mai 2020, puis du 9 au 11 juillet 2020, l'édition 2020 a finalement eu lieu le jeudi 29 octobre 2020 sur une seule journée pour cause de confinement à minuit.
Classement 2020
| 1er                      | RCVA                                                                                              |
| 2e                       | A.I.G.R.I.S.                                                                                      |
| 3e                       | ARIG                                                                                              |
| 4e                       | Focus Robotique                                                                                   |
| 5èmes (quarts de finale) | Cybernétique en Nord 2, Evolutek, /* A.R.E.A.OLD */, Trognon & co                                 |
| 9èmes (8èmes de finale)  | CFAInstaBot, ENSIM'ELEC, Esial Robotik, Insa Rennes, Stardust 3000, TDS-Team 72, UTTRONIQUE, VRAC |

### Édition 2019 - Atom Factory
Lieu de la compétition : La Roche-sur-Yon (Vendée)
Date : 29 mai au 1er juin 2019
Classement 2019
| 1er                      | SUSSUS INVADERS |
| 2e                       | A.I.G.R.I.S. |
| 3e                       | ESEO - ANGERS |
| 4e                       | Robotech Legends |
| 5èmes (quarts de finale) | CRAC, UTTRONIQUE, CUBOT, RCVA |
| 9èmes (8èmes de finale)  | Cybernetique en Nord, Cybernetique en Nord 2, MiAM Robotique, Rob&leon, Supaero Robotik Club, Projet&Tech’, The Rusty Ducks,INSA Rennes |

### Édition 2018 - Robot Cities
Lieu de la compétition : La Roche-sur-Yon (Vendée)
Thème de la 25e coupe de France de robotique : Robot Cities !
Pour cette édition, les robots doivent construire les villes de demain, gérer l'eau de la ville mais également prendre soin de la flore.
Cette année la finale a d'ailleurs été co-animée par Frédéric Courant (anciennement présentateur de l'émission C'est pas sorcier.
Classement 2018
| 1er   | Robotech Legends |
| 2e    | ESEO Angers |
| 3e    | RCVA Robot Concept Ville d'Avray                                                                                         |
| 4e    | CRAC IUT de Cachan |
| 5èmes | Cubot, OpenSaBot-OneNight, INTech - Télécom SudParis, Trognon                                                            |
| 9èmes | F.A.T. ENAC, ENSIM'Elec, A.I.G.R.I.S., Cocobot, INSTA UPMC, Cybernétique en Nord 2, Coffee Machine, Cybernétique en Nord |

Les prix additionnels décernés cette année sont :
- Le prix du jury : à L’Université Galilée de Villetaneuse avec ses 3 équipes présentent CRIG1, CRIG2 et CRIG3.
- Le prix de l'innovation : à l'équipe GOLDORAK pour avoir utilisé son panneau domotique comme ascenseur pour les balles.
- Le prix collaboratif : à l'équipe OPENSABOT – ONENIGHT pour avoir assemblé un robot sur place, et réussir l'exploit d'aller en phase finale.
- Le prix de la communication : à l'équipe INSTA UPMC pour avoir fait découvrir la robotique à des lycéens et les amener à participer aux Trophées de Robotique.

### Édition 2017 - Moon Village
Lieu de la compétition : La Roche-sur-Yon (Vendée)
Thème de la 24e coupe de France de robotique : Moon Village !
Pour cette édition, les robots doivent récolter des minerais et des modules lunaires, construire une base lunaire et lancer un engin spatial.
Les différentes actions sont :
- Récolter des minerais : Boules de couleur blanche.
- Construire une base lunaire : déplacer des cylindres de couleur et les placer dans la zone de la base lunaire (couché et de la bonne couleur).
- Funny action : Lancer une fusée après la fin du temps réglementaire (5 secondes).

La difficulté du tournoi provient de la zone de départ : Elle est divisée en deux parties, et une bascule se situe entre ces deux zones.
Classement 2017
| 1er   | RCVA Robot Concept Ville d'Avray                                                       |
| 2e    | Aigris Birds                                                                           |
| 3e    | Sussus Invaders                                                                        |
| 4e    | ENSTARobotique                                                                         |
| 5èmes | Omybot, Club Robot INSA Rennes, Robotech Legends, Ensim'Elec                           |
| 9èmes | R3EA, OpenSaBot, Robotaix, Sudriabotik, RCO, Space Crackers NG, Projet&Tech, West Team |

### Édition 2016 - BeachBots
Lieu de la compétition : La Roche-sur-Yon (Vendée)
Thème de la 23e coupe de France de robotique : The BeachBots !
Pour cette édition, les robots doivent pêcher à la ligne, construire des châteaux de sable, ramasser des coquillages, fermer les cabines et ouvrir des parasols.
Classement 2016
| 1er   | Space Crackers                                                                                     |
| 2e    | ESEO Angers                                                                                        |
| 3e    | Les Cools Boys                                                                                     |
| 4e    | RCVA                                                                                               |
| 5èmes | GobGob Tournefeuille, R3EA, Quercy Bot, Sussus Invaders                                            |
| 9èmes | Cocobot, A.R.D., WheelsTeam, Priger, LinuxTeam, INTech - Télécom SudParis, Ensim'Again, Brickstory |

### Édition 2015 - Robomovies
Lieu de la compétition : La Ferté Bernard (Sarthe)
Thème de la 22e coupe de France de robotique : Robomovies !
Pour cette édition, les robots doivent empiler des spots, fermer les claps correspondant à leur couleur et récupérer des gobelets de pop-corn. Il est aussi possible d'installer un tapis rouge sur un escalier, et d'en monter les marches.
Statistiques 2015
- Équipes présentes : 161
- Équipes homologuées : 154

Classement 2015
| 1er   | RCVA |
| 2e    | ESEO Angers |
| 3e    | Space Crackers |
| 4e    | Cubot |
| 5èmes | Université de technologie de Compiègne, Sudriabotik, 7Robot, Brickstory                                                     |
| 9èmes | Omybot, A.R.D, INTech - Télécom SudParis, Ensim'elec, SUSSUS INVADERS, Cybernetique en Nord 2, Robotech'Montpelier, BH Team |

### Édition 2014 - Préhistobot
Lieu de la compétition : La Ferté Bernard (Sarthe)
Thème de la 21e coupe de France de robotique : Préhistobot !
Pour cette édition les robots devront chasser ou capturer des mammouths, allumer des feux à leurs couleurs ou bien cueillir des fruits.
Statistiques 2014
- Équipes inscrites : 185
- Équipes présentes : 174
- Équipes homologuées : 156

Classement 2014
| 1er   | RCVA |
| 2e    | robotic system |
| 3e    | µART |
| 4e    | Télécom_Robotics |
| 5èmes | SPACE_CRACKERS, Université de Reims (R3EA), BH Team, Australopithèque – Sikula Robotik                                                      |
| 9èmes | Université de technologie de Compiègne, ENAC Robotique, Coffee Machine, Robotech Montpellier, SUSSUS INVADERS, ESEO, Quercy Bot, ENSIM’ELEC |

### Édition 2013 - Happy Birthday
Lieu de la compétition : La Ferté Bernard (Sarthe)
Thème de la 20e coupe de France de robotique : Joyeux anniversaire !
Lors des matchs, les robots de chaque camp auront pour objectif de déplacer et empiler des verres, pousser des cadeaux, souffler des bougies sur un gâteau et lancer des cerises sur son sommet, et enfin gonfler un ballon. Chaque action réussie rapportera un nombre de points prédéfini ; l'équipe avec le plus de points en fin de match remporte la partie.
En 2013, la coupe de France fête sa vingtième édition.
Statistiques 2013
- Équipes présentes : 167
- Équipes homologuées : 126

Classement 2013
| 1er   | Université d’Angers                                                                                          |
| 2e    | RCVA |
| 3e    | SPACE CRACKERS                                                                                               |
| 4e    | ESEO |
| 5èmes | µART, R3EA, INSA Toulouse, OLEG                                                                              |
| 9èmes | Supaéro Robotik Club, Robotic System, Télécom Robotics, ENSIM’ELEC, Omybot, Sudriabotik, APBTeam, Oufff Team |

### Édition 2012 - Treasure Island
Lieu de la compétition : La Ferté Bernard (Sarthe)
Thème de la 19e coupe de France de robotique : la chasse au trésor. Le but du jeu est de récupérer un maximum de pièces et de lingots qui sont éparpillés sur la table de jeu afin de gagner des points et remporter le match.
La surface sur laquelle évolue les robots représente l'île Cacahuète qui abrite un trésor et les bateaux pirates des deux équipes participantes. Les pièces et les lingots sont positionnés sur la table et sur des totems situés au centre de l'île.
Ce butin doit être ramené dans le bateau pirate de l'équipe divisé en trois zones : la cale où on accède en soulevant un couvercle, le pont de chargement et la chambre du capitaine, qui est également la zone de départ des robots.
L'équipe adverse peut venir prendre les éléments de jeu déposés sur le pont de chargement et dans la cale du bateau adverse.
Statistiques 2012
- Équipes inscrites : 175
- Équipes présentes : 160
- Équipes homologuées : 143

Classement 2012
| 1er   | RCVA                                                                              |
| 2e    | SPACE CRACKERS                                                                    |
| 3e    | Télécom Robotics                                                                  |
| 4e    | ClubElek                                                                          |
| 5èmes | Wheels Team, Supaéro Robotik Club, LES DTRAQUES, Robotnik INSA Rennes             |
| 9èmes | S.M.A.R.T, BHTeam, Reims2, Alpobot, INTech - Télécom SudParis, R3EA, Eirbot, oLeg |

### Édition 2011 - Chess' Up
Lieu de la compétition : La Ferté Bernard (Sarthe)
Thème de la 18e coupe de France de robotique : les échecs.
La table est composée d'un grand damier et de deux zones de stockage. L'objectif pour les robots est de placer des pions sur les cases de leur couleur. Les robots peuvent gagner plus de points en empilant les pions pour créer des tours, avec un roi ou une reine à leur sommet. 180 équipes sont inscrites, 153 présentes et 140 homologuées.
| 1er   | RCVA |
| 2e    | BHTeam |
| 3e    | ClubElek |
| 4e    | OMYBOT |
| 5èmes | APBTeam, Supaéro Robotik Club, INSA Toulouse 2, Télécom Robotics                                              |
| 9èmes | SPACE CRACKERS, Eceborg, Pobot, Cybernétique en Nord, IsTech, S.M.A.R.T, Association Rogwai, ENSSAT Robotique |

### Édition 2010 - Feed the World
Lieu de la compétition : La Ferté Bernard (Sarthe)
La table est couvertes de balles rouges (représentant des tomates) et de cylindres (représentant des épis de maïs). Les robots doivent éviter les épis noirs (qui sont vissés à la table), et collecter les tomates et les épis blancs pour les placer dans un panier situé à l'opposé de leur zone de départ.
| 1er   | Microb Technology |
| 2e    | µART |
| 3e    | RCVA |
| 4e    | Eceborg |
| 5èmes | Evolutek, SERINUS Robotique, ESEO, ArialiX 2007 - École polytechnique                                                   |
| 9èmes | IsTech, ClubElek, Annecy Lycée Lachenal, ÉTS Montréal, TELECOM Robotics, C.R.A.P., Ensimelec, INTech - Télécom SudParis |

### Édition 2009 - Temples en Atlantide
Lieu de la compétition : La Ferté Bernard (Sarthe)
La table comporte trois zones de construction: une circulaire placée au centre de la table et surélevée, et deux autres sur le rebord opposé aux zones de départ des robots. Les robots doivent collecter des palets et des linteaux de leur couleur (en évitant ceux de la couleur adverse) pour construire un temple (empiler des palets pour construire une colonne, puis un linteau au-dessus pour former un "temple"). Les palets et linteaux peuvent être récupérés dans des distributeurs sur les bords de la table de jeu, ou parmi ceux disposés aléatoirement sur la zone de jeu. Il est possible de déposer des éléments par-dessus les constructions du robot adverse pour gagner plus de points.
| 1er   | Microb Technology                                                                                          |
| 2e    | INTech - Tech The Wave - Télécom SudParis                                                                  |
| 3e    | RCVA |
| 4e    | Objectif Robotique                                                                                         |
| 5èmes | Les dromadaires, E.P.O., µART, ISTY 2000                                                                   |
| 9èmes | Telecom-Robotics, Cybernétique en Nord, IsTech, ENSSAT Robotique, Ex-IT2I, Comet, PG'Bot, Yuman Technology |

### Édition 2008 - Mission to Mars
Lieu de la compétition : La Ferté Bernard (Sarthe)
| 1er   | RCVA |
| 2e    | ISTIA - IUT d’Angers                                                                                       |
| 3e    | CRoC |
| 4e    | Microb Technology                                                                                          |
| 5èmes | ISTY2000, STARTUP, C.R.A.P., Annecy BTS SE - Lycée LACHENAL                                                |
| 9èmes | APBTeam, KRABI, EIA, GIDR, club robotique INSA Strasbourg, Newton Kbot Club, robotik’cherbourg, Armaguidon |

### Édition 2007 - Robot tri-party
Lieu de la compétition : La Ferté Bernard (Sarthe)
| 1er   | MINITECH                                                                                           |
| 2e    | RCVA                                                                                               |
| 3e    | CRAC                                                                                               |
| 4e    | INSA Lyon ClubElek                                                                                 |
| 5e    | Lycée Rascol, Université de technologie de Compiègne, AS-TECH, TMT                                 |
| 9èmes | Microb Technology, Playbot, IFIPS TEAM, Bill And Tooltoo, Supaero, Tik Robot, ESEO, Objectif Robot |

### Édition 2006 - Funny Golf
Lieu de la compétition : La Ferté-Bernard (Sarthe)
| 1er   | RCVA                                                                                       |
| 2e    | SUPAERO                                                                                    |
| 3e    | CRIC                                                                                       |
| 4e    | POBOT                                                                                      |
| 5èmes | ex-IT2I, BT3, MINITECH, Robotik UTT                                                        |
| 9èmes | ARES ENSEA, SUMO, IFIPS TEAM, TAZ, POLYGELEC, CENTRALE Robot-Tee-K, Microb Technology, VOG |

### Édition 2005 - Bowling
Lieu de la compétition : La Ferté-Bernard (Sarthe)
Thème de la 12e coupe de France de robotique : Le bowling.
La table est composée de trois zones : deux damiers (dont les couleurs évoquent les parquets des pistes de bowling) séparées par une « rivière », c’est-à-dire une tranchée peinte en bleu. Cette rivière est traversée par trois ponts : deux assez larges pour laisser passer un robot (dont la largeur maximale est connue) et un pont central plus fin et divisé en deux pistes de bowling. Sur chaque damier sont disposés trois empilements de quatre quilles de couleur (vertes sur un damier, rouges sur l’autre) dont deux de ses empilements sur un support (l’autre étant à même la table de jeu). Enfin trois quilles sont disposées à une extrémité des « pistes » du petit pont, et à l’autre extrémité une boule (de la largeur du pont) est disponible pour pouvoir réaliser un strike. Lors de chaque match d’1 minute 30 chaque équipe doit faire tomber un maximum de quilles de l’équipe adverse (sur le damier de l’autre côté de la rivière par rapport à la position initiale du robot), tout en ayant le droit de relever les siennes.
| 1er   | RCVA                                                 |
| 2e    | ESEO                                                 |
| 3e    | Microb Technology                                    |
| 4e    | SERINUS Robotique                                    |
| 5èmes | CRAC, CRIC, DTCL                                     |
| 9èmes | DTRE, ENSTAR, Annecy Lycée LACHENAL, SYSTEO (HEI)... |

### Édition 2004 - Coconut Rugby
Lieu de la compétition : La Ferté-Bernard (Sarthe)
Thème de la 11e coupe de France de robotique : Coconut Rugby.
La table est composée d'un grand damier jaune et orange (représentant le sable) et de deux zones d’en-but bleues (la mer), le tout formant une sorte de petit terrain de rugby parsemé de noix-de-coco (des petits ballons ovales en mousse rouge). Les 4 poteaux de rugby (qui sont en fait plus des paniers) ont la forme de cocotiers et deux cocotiers supplémentaires, porteurs de trois ballons chacun, sont disposés sur le terrain. Comme au rugby le but est de marquer des essais en déposant les noix-de coco dans l’en-but adverse ou des drops en les envoyant dans les paniers. Mais à la différence du rugby il est possible de ressortir les ballons de son propre en-but et ainsi d’annuler le point adverse. Les matchs opposent deux équipes pendant 1 minute 30.
| 1er   | D2R2 TEAM                                                                                     |
| 2e    | SUPAERO                                                                                       |
| 3e    | ITII'S ALL BLACKS                                                                             |
| 4e    | Les dromadaires                                                                               |
| 5èmes | Minitech, Club Robotik de l'UTT, Tonnerre de Brest, PROJET AEIC                               |
| 9èmes | RCVA, SOPHIA TEAM, Istil Roanne, ENSSAT, E=Meuh Meuh, Annecy Lycée Lachenal, ARES ENSEA, CRIC |

### Édition 2003 - Pile ou face
Lieu de la compétition : La Ferté-Bernard (Sarthe)
Thème de la 10e coupe de France de robotique : Pile ou face.
Des palets bicolores (une face rouge, une face verte) sont répartis sur l’aire de jeu (un damier noir et blanc) et sur des mats en bordure du plateau. Chaque équipe se voit attribuer une couleur (rouge ou vert) et doit en 1 minute 30 retourner un maximum de palets sur sa couleur ou mieux faire des piles de deux ou trois palets (toujours avec « sa » couleur) sur la face visible.
| 1er   | X-TECH                |
| 2e    | SUPAERO               |
| 3e    | la D2R2's team        |
| 4e    | Clubelek - INSA Lyon  |
| 5èmes | Minitech, Projet&Tech |
| 9èmes | Eirbot, ?             |

### Édition 2002 - Le billard volant
Lieu de la compétition : La Ferté-Bernard (Sarthe)
| 1er   | ISTASE - Projet & Tech |
| 2e    | Minitech               |
| 3e    | IUT de ville d'avray   |
| 4e    | SUPAERO                |
| 5èmes | ESEO, LGM-ROBOTIQUE    |
| 9èmes | ?                      |

### Édition 2001 - L'odyssée de l'espace
Lieu de la compétition : La Ferté-Bernard (Sarthe)
| 1er | IUT Ville-d'Avray                       |
| 2e  | M&M'S                                   |
| 3e  | ENAC                                    |
| 4e  | ARENIB (ENI de Brest)                   |
| 5e  | E=Meuh-Meuh - ENSMM - SERINUS Robotique |
| 9e  | Projet & Tech                           |

### Édition 2000 - La fête foraine
Lieu de la compétition : La Ferté-Bernard (Sarthe)
Le but de la compétition cette année est de faire exploser les 5 ballons de baudruche de l'équipe adverse. Trois ballons sont fixes, deux sont montés sur une tour qui peut être déplacée.
Une technique controversée de victoire a consisté à utiliser des fléchettes montées d'un ressort comme robot auto-propulsé.
| 1er | AROBAS Strasbourg                                                                     |
| 2e  | IUT Ville-d’Avray - Paris-X                                                           |
| 3e  | Minitech                                                                              |
| 4e  | ESAIGELEC                                                                             |
| 5e  | EFREI Robotique, ESIEA Ouest, Lycée de l’Europe, IFITEP                               |
| 9e  | BINET ROBOT, ESTIA SYSTEMS, ENAC Robotique, ENSEA ARES, D'zENIBé, EIGSI, IUP d'Amiens |

### Édition 1999 - Les Châteaux forts
Lieu de la compétition : La Ferté-Bernard (Sarthe)
| 1er   | IUT Ville-d'Avray                                                            |
| 2e    | ARENIB (ENI de Brest)                                                        |
| 3e    | CRIC - IUT Cachan                                                            |
| 4e    | Edouard Branly (Créteil 94)                                                  |
| 5èmes | ESSAIM (École nationale supérieure d'ingénieurs Sud-Alsace - Mulhouse), ESEO |
| 9èmes | ?                                                                            |

### Édition 1998 - Le Football
Lieu de la compétition : Poitiers (86)
| 1er   | BINET ROBOT - École polytechnique |
| 2e    | Maitrise EEA Orsay Paris 11       |
| 3e    | IUT Ville-d'Avray                 |
| 4e    | ENI de Belfort                    |
| 5èmes | INTech - Télécom SudParis         |
| 9èmes | ESEO                              |

### Édition 1997 - Le Basket-Ball
Lieu de la compétition : La Ferté-Bernard (Sarthe)
| 1er   | ESEO                                                                        |
| 2e    | IUP GEII Amiens                                                             |
| 3e    | ESEO 2                                                                      |
| 4e    | AEROEFREI 1                                                                 |
| 5èmes | ENSAIT, ICAM, HEI, CEFIPA                                                   |
| 9èmes | ENISE, ENSIMEV-Valrobotik, ENSSAT, ENS Cachan, EPMI, SUPELEC 3, ENSEM, ESIA |

### Édition 1996 - La Ruée vers l'or
Lieu de la compétition : La Ferté-Bernard (Sarthe)
| 1er | IFITEP (Université Paris VI)                    |
| 2e  | BINET ROBOT - École polytechnique               |
| 3e  | École nationale supérieure d'ingénieurs de Caen |
| 4e  | Supelec                                         |
| 5e  | ?                                               |
| 9e  | HEI                                             |

### Édition 1995 - Le Ballon
Lieu de la compétition : CNIT Paris La Défense
| 1er   | INTech - Télécom SudParis                                    |
| 2e    | IIE - Institut d'informatique d'entreprise (Évry)            |
| 3e    | ?                                                            |
| 4e    | ENSPS - École nationale supérieure de physique de Strasbourg |
| 5èmes | ?                                                            |
| 9èmes | ?                                                            |

### Édition 1994 - Sumo
Lieu de la compétition : École Centrale de Paris
| 1er   | Paris 8 Vincennes Saint-Denis, UFR MITSIC Département MIME (nom du robot : Catastrophe Naturelle) |
| 2e    | ENSIETA                                                                                           |
| 3e    | École centrale (1), École centrale (2)                                                            |
| 4e    | ?                                                                                                 |
| 5èmes | École polytechnique, Arts et Métiers Paris, lycée La Colinière Nantes, ARSTJ                      |
| 9èmes | ?                                                                                                 |

## Bilan des clubs
| Clubs                                                                                               | Titres | Années                                                                 |
| --------------------------------------------------------------------------------------------------- | ------ | ---------------------------------------------------------------------- |
| RCVA - IUT Ville-d'Avray                                                                            | 12     | 1999, 2001, 2005, 2006, 2008, 2011, 2012, 2014, 2015, 2017, 2020, 2023 |
| ESEO Angers - École supérieure d'électronique de l'Ouest                                            | 3      | 1997, 2022, 2024                                                       |
| Microb Technology                                                                                   | 2      | 2009, 2010                                                             |
| VRAC                                                                                                | 1      | 2025                                                                   |
| A.I.G.R.I.S.                                                                                        | 1      | 2021                                                                   |
| SUSSUS INVADERS                                                                                     | 1      | 2019                                                                   |
| Robotech Legends                                                                                    | 1      | 2018                                                                   |
| Space Crackers                                                                                      | 1      | 2016                                                                   |
| Université d'Angers                                                                                 | 1      | 2013                                                                   |
| Minitech                                                                                            | 1      | 2007                                                                   |
| D2R2 Team - Université de Cergy-Pontoise                                                            | 1      | 2004                                                                   |
| X-Tech - (anciens de Télécom Saint-Étienne)                                                         | 1      | 2003                                                                   |
| Projet & Tech - Télécom Saint-Étienne                                                               | 1      | 2002                                                                   |
| AROBAS - Université de Strasbourg                                                                   | 1      | 2000                                                                   |
| Binet Robot - École polytechnique                                                                   | 1      | 1998                                                                   |
| IFITEP (désormais École polytechnique universitaire Pierre et Marie Curie de l'université Paris VI) | 1      | 1996                                                                   |
| INTech - Télécom SudParis                                                                           | 1      | 1995                                                                   |
| Université Paris-VIII                                                                               | 1      | 1994                                                                   |

### Reportages télévisés
1. Reportage dans le journal de 20 h de TF1 le 21/05/2009
2. Reportage dans le journal de 13 h de France 3 le 15/05/2010